# Старая Татарская слобода
Старая Татарская (Старо-Татарская) слобода (тат. Иске бистә, İske bistä) — одна из исторических частей и комплексных[прояснить] достопримечательностей в центре Казани, в южной части Вахитовского района города. Слобода в целом вытянута с северо-запада на юго-восток и расположена между озером Нижний Кабан и каналом-протоком Булак (соединял Казанку и озёра Кабан) на востоке, путями южного внутригородского железнодорожного хода на западе, Центральным рынком на севере и площадью Вахитова на юге. Слобода условно имеет три исторические части: северную — деловую, центральную — культурно-жилую, южную — промышленную. Осевой для слободы улицей является улица Тукая. Северную и центральную части слободы разделяет проспект Татарстан, проложенный в советский период. В центре слободы находится Юнусовская площадь.
В силу исторических причин до 1917 года Казань имела две выраженные части городской застройки, отражающие развитие двух главных городских национальных культур. Русская часть Казани (которая в свою очередь делилась на аристократическую часть — в районе улицы Карла Маркса, купеческую — в центре, и утраченный квартал с менее представительными домами в районе улицы Федосеевской) находилась в верхней части Казани, на территории Бауманского, Вахитовского и Советского районов. В районе озера Нижний Кабан и за каналом-протоком Булак, куда за посадскую стену были переселены в XVI в. лояльные казанцы после завоевания города Иваном Грозным, в XVII—XVIII вв. сформировался уникальный ансамбль национальной татарской архитектуры, где без преувеличения каждый дом связан с выдающимися для татарской истории и культуры именами.
Юго-западнее от этой слободы существует также Новая Татарская (Ново-Татарская) слобода — место поселения татарского рабочего и ремесленного населения, а также бывших и действующих предприятий промышленности и транспорта, имеющая меньшую архитектурно-культурную ценность.

## История
Ядро Старой Татарской слободы находится за протоком Булак, где ещё до покорения города Иваном Грозным находился «Царев луг» и деревня Кураиш (впоследствии Кураишева слобода) с каменной Отучевой мечетью. Особенно бурное развитие и застройка слободы начались после визита в Казань в 1767 году императрицы Екатерины II, когда она лично сняла все прежние ограничения строить каменные мечети и татарские общественные здания, а также в связи с её историческим указом 1773 года «О терпимости всех вероисповеданий». К концу XIX века крупный ансамбль Старой Татарской слободы сложился в районе улиц Московская (бывш. Кирова), Нариманова, Марджани (бывш. Комсомольская), Сары Садыковой (бывш. южная часть Нариманова), Г.Камала, Ахтямова. Наиболее ценная историческая застройка находится в районе улиц Московская-Марджани до ул. С.Садыковой (с востока на запад) и от ул. Г.Камала до ул. Ахтямова (с севера на юг). Осевая для всей слободы улица Тукая (Тихвинская и Екатерининская до 1917 года) была застроена особняками татарских промышленников, предпринимателей и духовенства.
Центром северной части слободы и её торговым кварталом, что свойственно всем восточным городам, был Сенной базар (ныне частично сквер Труда) и Сенная мечеть (ныне мечеть Нурулла) в его центре (ул. Парижской Коммуны и Татарстан). Вокруг мечети группировались гостиничные («Булгар», «Амур») и торговые здания, купеческие лавки.
Центральная часть слободы складывается из застройки левого берега озера Кабан и улиц К. Насыри, Г. Тукая, С.Садыковой, ядром этой части является перекресток улиц Г. Тукая и Ф. Карима, образующий небольшую Юнусовскую площадь, которая была общественным центром слободы в годы революций. Площадь окружали дома татарских купцов и фабрикантов — Б. Апанаева, В. Ибрагимова, С. Бахтеева, М. Мустакимова, Алкиных. Жемчужины южной части слободы — мечеть Марджани, Бурнаевская, Голубая.
Улица Каюма Насыри первоначально называлась Захарьевской. Такое название она получила от находившейся на конце улице церкви «Захарии и Елизаветы», разобранной в 1925 году. В 1930 году улица была переименована в честь татарского ученого-энциклопедиста Каюма Насыри. В 2013 году, после проведения реставрационных работ, улица стала пешеходной.
В южной части слободы были размещены крупнейшие промышленные предприятия своего времени — мыловаренно-химический завод (ныне «Нефис-косметикс») и пивной завод Петцольда (ныне — «Красный Восток»-«Солодовпиво»). В советское время к ним добавились заводы «Радиоприбор», КМИЗ, «Мединструмент», фабрика «Аромат» и другие производства.
В советский период, а также частично после него, небольшие деревянные дома и здания, не имеющие архитектурно-исторической ценности, в слободе (особенно на западе её центральной части и у улицы Татарстан) были снесены и их участки застроены многоэтажными жилыми домами («хрущевками» и «брежневками»). В то же время в слободе сохранилось до настоящего времени настолько много примечательных зданий, что это позволяет ей оставаться комплексной достопримечательностью, предметом гордости горожан и обязательного посещения гостей города и туристов. В 1992 году слобода получила статус архитектурно-исторической заповедной территории.
Северная часть слободы входила в состав Бауманского (ныне Вахитовского) района города, центральная и южная — Приволжского, являясь его северным территориальным аппендиксом. В середине 1990-х — начале 2000-х гг. на жилой территории центральной и южной части слободы была учреждена особая префектура с отдельной администрацией Старо-Татарская слобода, которая в ходе муниципальной реформы позже была упразднена с передачей её территории в состав Вахитовского района как одного из других его учётных жилых комплексов. Таким образом, в состав Вахитовского района входит практически вся слобода, за исключением территорий промышленных предприятий на её юге.
В годы подготовки города к празднованию тысячелетия города в 2005 г. многие здания в слободе были отреставрированы. Согласно генеральному плану, предусматривается дальнейшая реновация Старо-Татарской и Ново-Татарской слобод с сохранением исторического облика первой и перестройкой второй.
В феврале 2012 года в рамках государственно-частного партнерства с Мэрией Казани для совместной деятельности по развитию казанской агломерации и восстановлению и реконструкции исторического центра города начата масштабная реставрация к проводимой в городе Универсиаде 2013 года большого количества памятников архитектуры слободы, принадлежащих и переданных Инвестиционной группе компаний ASG

## Объекты

### Архитектурный ансамбль Старой Татарской слободы
Особняки татарских промышленников, купцов, духовенства и интеллигенции:
- дом Шамиля, ул. Г.Тукая, 74 (пл. Юнусовская)
- дом Юнусовых-Апанаевых, ул. Г.Тукая, 67/14
- дом Апанаева, классицизм, ул. К.Насыри, 37
- дом Апанаевых, барокко, ул. Сафьян, 5
- Усадьба Юнусовых, на углу улиц Габдуллы Тукая и Сафьян, дом 81/9
- дом Вали, классицизм
- дом Кушаева, классицизм, ул. К.Насыри, 5
- дом Муллина, классицизм, ул. К.Насыри, 13
- дом Мусина, ул. Нариманова, 56
- дом купца С. С. Хайбуллина (дом, в котором проживал Г. Камал), ул. Нариманова, 48
- дом Каримова
- дом Марджани, ул. К.Насыри, 11
- дом Беркутова
- дом Шамсутдинова
- дом В. Ибрагимова
- дом Г. Галеева
- Дом Шакир-солдата, ул. Г.Тукая, 16
- дом Г. Сабитова, эклектика, ул. Г.Тукая 31
- дом Сафиуллы-хазрета, ул. Г.Тукая, 57
- дом Ш. Юсупова
- дом Хусаиновых, классицизм
- усадьба Сайдашева, ул. Нариманова, 63
- Дом Каюма Насыри, ул. Парижской Коммуны, 35 (воссоздан вместо утраченного)
- Усадьба Бурнаевых, ул. Габдуллы Тукая, дома 83, 85.

 Общественные здания
- Духовное управление мусульман Республики Татарстан, ул. Г.Тукая, 38
- Восточный клуб, ул. Татарстан, 8
- Татарская учительская школа, классицизм, ул. Г.Тукая, 73 (пл. Юнусовская)

 Медресе
- медресе «Мухаммадия», ул. Г.Тукая
- медресе «Марджания», ул. Султанова, 4
- медресе «Музаффария», ул. Сары Садыковой / Фатыха Карима, 6/22

 Мечети
- Султановская (Усмановская), ул. Г.Тукая, 14
- Марджани (Юнусовская), барокко, ул. К.Насыри, 17
- Апанаевская (Галеевская), ул. К.Насыри, 27
- Голубая, классицизм, ул. Нариманова, 28/19
- Галеевская, ул. Г.Тукая, 40/22
- Бурнаевская, ул. Ахтямова, 7
- Сенная (соборная), ул. Московская, 74/15
- Рафиковская, ул. Февральская, 9

 Церкви 
- Тихвинская церковь

 Гостиницы
- «Булгар», ул. Татарстан, 59/14 (утрачена; на этом месте сооружено здание, частично воспроизводящее элементы исторического)
- «Амур», ул. Московская, 70
- «Апанаевские номера», ул. Московская, 60
- «Караван-сарай»

 Типография Каримовых, Парижской коммуны, 18-20
 Торговые лавки Сенного базара и площади, угол ул. Московская и Парижской коммуны
Восточный базар на пересечении улиц К.Насыри и Ф.Карима
 Юнусовская площадь, перекресток ул. Г.Тукая и Ф. Карима

### Прочее
Почти в слободе, на её границе у центра города, находится Татарский театр имени Камала. В центре слободы в Доме Шамиля действует Литературный музей Габдуллы Тукая, неподалёку находится ДК меховщиков. В северной части слободы рядом с центральным рынком расположена одна из двух основных площадок негосударственного казанского Института экономики, управления и права (ИЭУП) (четыре корпуса, включая главный). Также в центральной части слободы находится небольшой негосударственный Казанский институт финансов, экономики и информатики (КИФЭИ). Рядом с мечетью Марджани действует Казанский исламский колледж, рядом с Центральным рынком — медресе «Мухаммадия».
Местами отдыха в слободе являются площадь театра имени Камала и прилегающая улица-набережная Марджани с благоустроенными берегами озера Нижний Кабан, Парк Тинчурина с общегородским книжно-медийным воскресным «блошиным рынком», а также развлекательный комплекс «Булгар» на углу улиц Нариманова и Парижской Коммуны.
В слободе действуют вышеназванные и другие промышленные предприятия.
На территории слободы находится большой торговый комплекс-квартал в составе Центрального (ранее — Колхозного) рынка и соседствующих вещевых и прочих рынков.
Основным общественным транспортом в слободе исторически были извозчики, барабусы (оригинальное местное транспортное средство) и линии казанской конки, а затем трамвая. В конце XIX — начале XX в. трамвайные линии действовали на нынешних улицах Татарстан, Тукая, Московская, Нариманова, Лево-Булачная. В первой половине XX в. трамвай на Нариманова и Булаке был убран. Во второй половине XX в. у трамвая появилась внутриквартальная конечная разворотная однопутная петля по улицам К.Насыри и Ф.Карима, а троллейбус заменил трамвай на Московской и также был пущен по улице Татарстан. В начале XXI в. трамвайное движение было ликвидировано на разворотной петле и на улице Татарстан восточнее улицы Тукая. В слободе по улицам Татарстан, Московская, Тукая, Сайдашева, Камиля Якуба также действует несколько маршрутов автобуса.
На южном внутригородском железнодорожном ходе есть станция пригородных электропоездов, а также приёма-отправки грузовых составов для промышленных предприятий «Вахитово».
Также существовало Старо-татарское кладбище, вероятно уничтоженное в начале XVIII.

## Галерея
- мечеть Нурулла
- Бурнаевская мечеть
- Апанаевская мечеть
- улица К.Насыри
- улица Г.Тукая
- улица Г.Тукая, бывший пивоваренный завод Петцольда